# Asmus Bremer

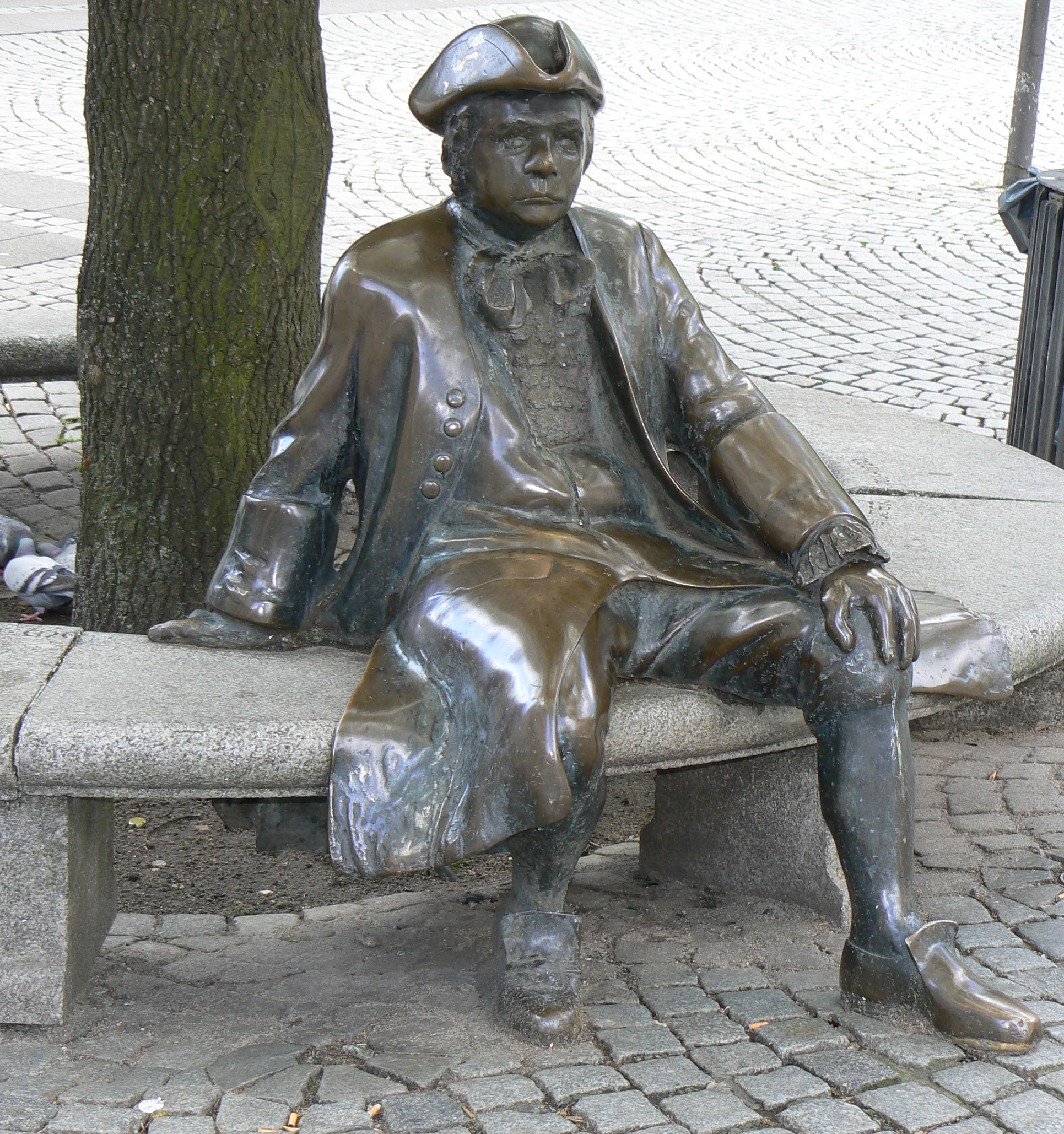
Bronzefigur von Asmus Bremer am Asmus-Bremer-Platz

Asmus Bremer (* vor 1652; † 31. Juli 1720 in Kiel) war ein Bürgermeister von Kiel.

## Leben
Asmus Bremer entstammte einer seit mehreren Generationen in Kiel ansässigen Familie. Sein Großvater Hinrich Bremer war Schuhmacher und erlangte 1626 das Kieler Bürgerrecht. Sein Vater Asmus Bremer der Ältere war Wein- und Bierhändler.
Bremers genaues Geburtsdatum ist nicht bekannt. In dem 1652 begonnenen Taufregister der Kieler Nikolaikirche ist sein Name nicht eingetragen, so dass anzunehmen ist, dass er vorher geboren wurde. Bekannt ist, dass er 1670 begann, an der erst wenige Jahre zuvor gegründeten Kieler Christian-Albrechts-Universität Jura zu studieren und danach erst Anwalt und später Richter wurde. Zudem war er Vorsteher des Armenhauses St. Jürgen und des Neugasthospitals.
1688 wurde er zum Ratsherrn und 1702 zum Bürgermeister von Kiel gewählt. Zunächst übte er dieses Amt im jährlichen Wechsel mit Michael Pauli aus. 1711 fiel der gesamte Kieler Rat einschließlich seiner Bürgermeister bei Herzog Karl Friedrich von Schleswig-Holstein-Gottorf bzw. dessen Geheimen Räten Magnus von Wedderkop und Georg Heinrich von Görtz in Ungnade. Bremer wurde seines Amtes enthoben. Nach Paulis Tod 1713 wurde er jedoch wieder als Bürgermeister eingesetzt und übte das Amt als alleiniger Bürgermeister bis zu seinem Tod aus. Während seiner Amtszeit versuchte Asmus Bremer, Kiel wirtschaftlich zu stärken und die Stadt als wichtige Hafenstadt zu etablieren.
Asmus Bremer war mit Dorothea Catharina Clausen verheiratet und hatte vier Töchter und einen Sohn. Eine Tochter starb früh, eine andere und der Sohn waren behindert. Seine Frau überlebte ihn, befand sich aber nach seinem Tod in so bedrängter finanzieller Lage, dass sie seine Stadtchronik für 44 Reichstaler an die Stadt verkaufen musste.

## Werk
Bekannt ist Asmus Bremer aber vor allem für seine Beiträge zur Erforschung der Geschichte Kiels. Er betreute persönlich das Stadtarchiv, und sein Werk Chronicon Kiliense tragicum-curiosum (tragisch-kuriose Chronik von Kiel) ist bis heute eine wichtige Quelle. Es werden darin Unglücksfälle und Verbrechen beschrieben, die sich zwischen 1432 und 1717 in Kiel begeben haben. Die Chronik basiert auf einem älteren Werk des Flintbeker Pastors Martin Coronäus und wurde von Bremer mit Material aus dem Stadtarchiv ergänzt.
Daneben stellte Bremer alte Kieler Urkunden und Akten zusammen, die bis in das Jahr 1241 zurückreichen, und verfasste eine Darstellung des Kieler Strom- und Strandrechts. Außer einem Huldigungsgedicht an Friederike Amalia, die Witwe des Herzogs Christian Albrecht, ist aber keins seiner Werke zu seinen Lebzeiten gedruckt worden.

## Nachleben
Asmus Bremer galt als besonders volksnaher Bürgermeister. Eine 1982 entstandene Plastik der Künstlerin Frauke Wehberg am 1976 nach ihm benannten Asmus-Bremer-Platz in der Kieler Holstenstraße erinnert an ihn. Er sitzt dort auf einer Bank, „mitten unter dem Volk, wo auch zu seiner Regierungszeit sein Lieblingsplatz war“.
Er und seine Frau sind Symbolfiguren des Volksfestes Kieler Umschlag, zu dessen Auftakt „Asmus Bremer sien Büx“ (Asmus Bremers Hose – eine Fahne) am Turm der Nikolaikirche gehisst wird.
Benannt nach Asmus Bremer wurde ebenfalls ein Seenotrettungsboot.